# Koninkrijk Mataram
Mataram (of Medang) was een machtig koninkrijk dat aan het begin van de achtste eeuw na Chr. ontstond in het oostelijk gebied van Midden-Java, in het district Kedu, de provincie Yogyakarta en de voormalige vorstenstaat Surakarta. Het omvatte later heel Java en vormde vanaf het derde kwart van de achtste eeuw een eenheid met Shrivijaya. Vanaf die tijd regeerden de koningen van dit rijk over grote delen van Indonesië, Maleisië en zelfs Indochina. Rond 850 kwam het tot een breuk in het vorstenhuis en regeerden de koningen alleen nog over Java, terwijl de andere tak van de vorstelijke familie vanuit de hoofdstad van Shrivijaya verder regeerde over de delen van het rijk in Sumatra en het schiereiland Malakka. In de tiende eeuw verhuisde het centrum van Mataram oostwaarts naar het dal van de Brantas. In 1016 ging het rijk ten onder aan een opstand van een vazal, die daartoe mogelijk was aangezet door het koninkrijk van Shrivijaya.

## Opkomst
Het koninkrijk Mataram, dat, zoals eerder gezegd, ook wel wordt aangeduid als het koninkrijk Medang, wordt voor het eerst genoemd in de Wuatan Tija-inscriptie uit 880. Maar het is pas de Mantyasih I-inscriptie van koning Balitung, die gedateerd wordt in 907, die Sañjaya aanduidt als de eerste koning van Mataram. Van deze Sañjaya wordt echter ook melding gemaakt in de veel oudere Canggal-inscriptie uit 736 gevonden in het district Kedu. Hij heeft volgens deze oorkonde een liṅga opgericht, een zuil voor god Shiva. Volgens latere bronnen was hij een machtig veroveraar. Bovendien heerste in zijn gebied grote veiligheid.
De naam Mataram is afkomstig uit het Sanskriet. Correct gespeld is het mātaram, dat verwant is aan het woord mātṛ, dat moeder betekent. Mataram zou mogelijk moederland kunnen betekenen. Het is de naam van de regio rond Yogyakarta en ten westen van Surakarta.
De voertaal in dit rijk was een vorm van Javaans, dikwijls Oud-Javaans. Officieel werd ook Sanskriet gebruikt. Verder lieten deze koningen gouden en zilveren munten slaan.

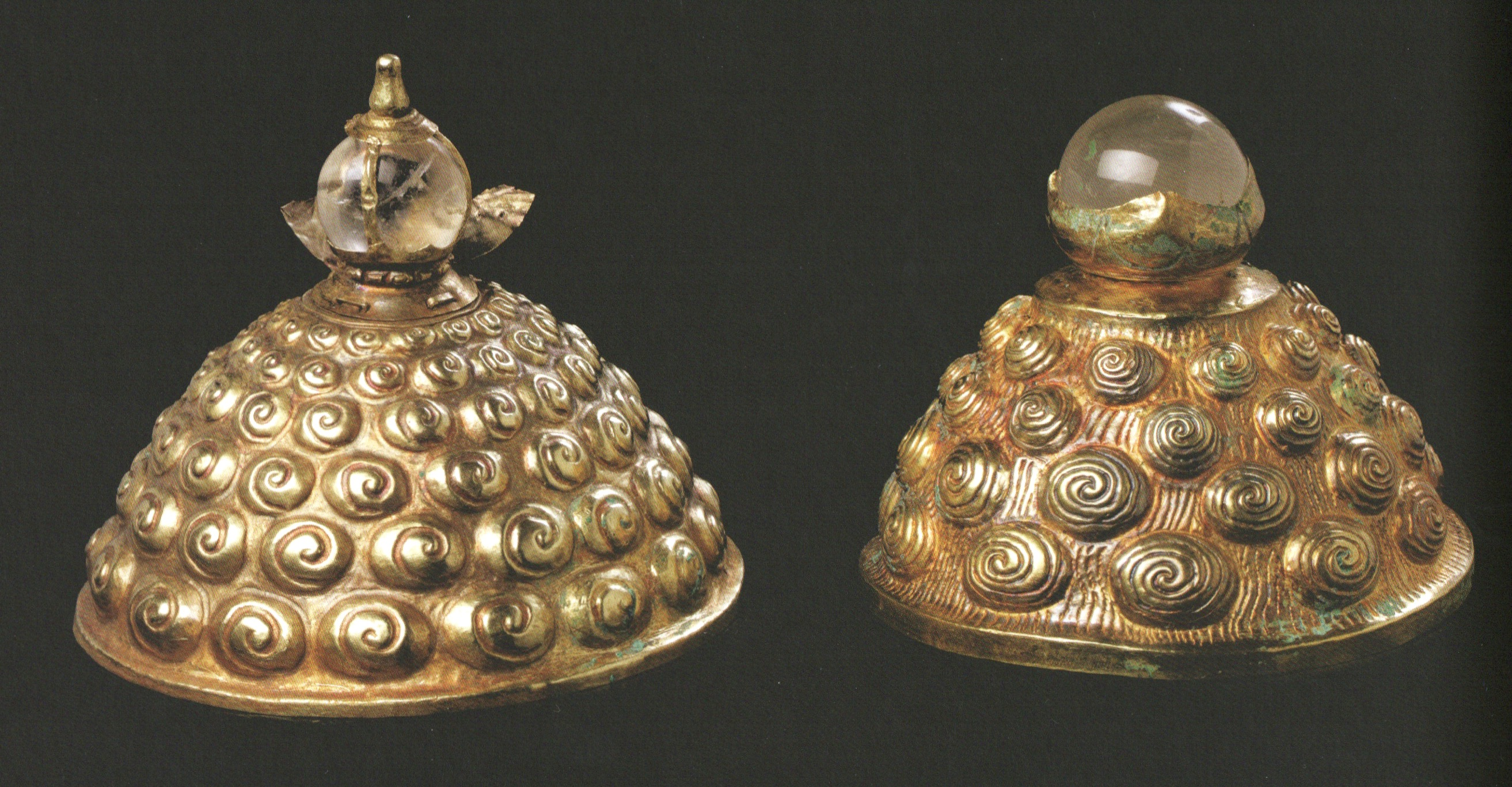
Gouden kronen van de koning en de koningin (Java, achtste eeuw). De krullen op de kronen verwijzen naar de krullen op het hoofd van Boeddha. Daarmee wordt duidelijk gemaakt dat de koning en koningin bodhisattva's zijn, toekomstige boeddha's. De bergkristallen bovenop zorgen ervoor dat de vorsten licht verspreiden als ze hun kronen dragen.

Sañjaya's opvolger heette Panangkaran of Sanggramadhanañjaya. In het derde kwart van de achtste eeuw veroverde deze Javaanse koning het rijk van Shrivijaya. Panangkaran en zijn opvolgers tot en met Samaratungga worden in verschillende inscripties echter aangeduid als koningen, 'ornamenten', uit de Shailendra-dynastie. Deze Shailendra’s regeerden over een rijk dat Shrivijaya omvatte, en een belangrijk deel van Java, in ieder geval het gebied van wat tegenwoordig het oostelijk deel van Midden-Java plus de hele provincie Yogyakarta behelst. Bovendien hadden deze Shailendra’s een voorkeur voor het boeddhisme.
Lang werd ervan uitgegaan dat er twee rivaliserende vorstenhuizen waren, de shivaïtische Sañjaya-dynastie en de boeddhistische Shailendra-dynastie. Panangkaran zou dan de eerste vertegenwoordiger zijn geweest van de nieuwe Shailendra-dynastie. Maar tegenwoordig raken steeds meer wetenschappers ervan overtuigd dat er sprake was van één vorstengeslacht. Het komt immers wel vaker voor dat een dynastie een andere religie aanneemt en vervolgens gewoon blijft doorregeren. Ook de 16de-eeuwse tekst Carita Parahyangan, afkomstig uit Pasundan (West-Java), suggereert dit. Volgens dit geschrift zou koning Sañjaya zijn zoon en opvolger opdracht hebben gegeven zich tot het boeddhisme te bekeren, omdat de bevolking van het land angst had voor de eredienst voor Shiva.
Panangkaran stond bekend als de 'slachter van zijn vijanden'. Hij voerde vele oorlogen. Hij annexeerde ook het noordelijk deel van het Maleisische schiereiland (tegenwoordig Thailand). Daarnaast was hij een bouwer. Hij begon rond 780 de bouw van een grote tempel voor de bodhisattva Mañjushri, de Candi Sewu bij Prambanan. Daarna liet hij de Candi Kalasan bouwen en nog later begon hij ook met de bouw van de Borobudur.
Over Panangkarans opvolger, Panaraban is weinig bekend. Wel werd tijdens zijn regering een militaire expeditie naar Champa en de Mekongdelta gestuurd en werden de vorsten daar tot vazallen van zijn koninkrijk gemaakt. De koning na Panaraban, Samaratungga, was meer een vredevorst. Onder zijn bewind werd de Borobudur voltooid. In die tijd, aan het begin van de negende eeuw, verbleef Jayavarman II, die later koning zou worden van het Khmer-rijk, op Java. Volgens de Franse geleerde Georges Coedès werd hij naar Indrapura in de Mekongdelta gezonden om daar gouverneur te worden van het grondgebied van Shrivijaya in die regio. In 802 liet Jayavarman II echter een brahmaanse priester een ritueel uitvoeren waarin hij zelf cakravartin (universeel heerser) en devaraja (God-koning) van het nieuwe Cambodjaanse rijk werd en zich losmaakte van Java.

## Splitsing

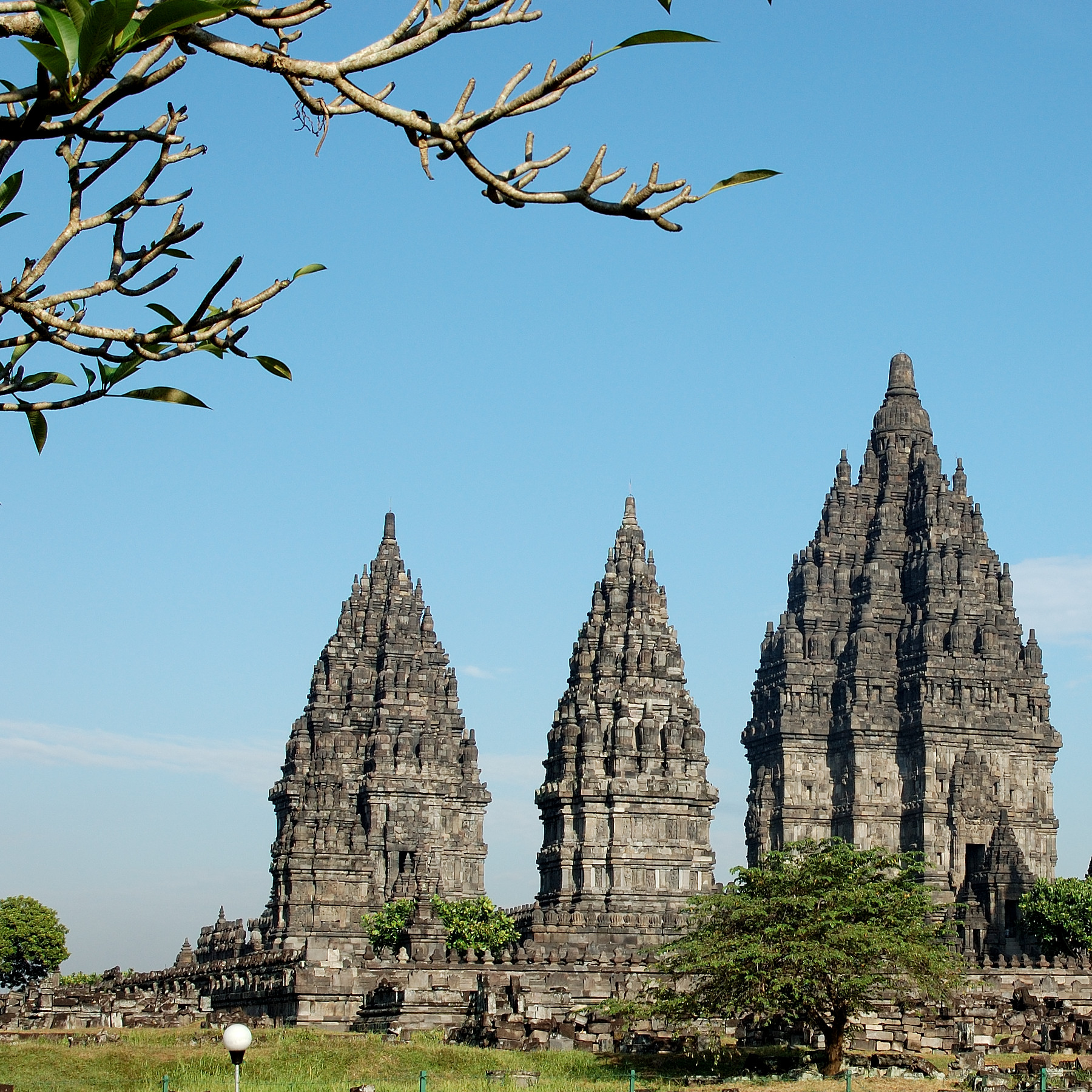
Het tempelcomplex voor Shiva bij Prambanan

Rond 850 kwam het tot een conflict tussen Balaputra, de zoon van Samaratungga – maar volgens anderen een broer van deze koning, en de dochter van Samaratungga, Pramodhawardhani, die ook Shri Kahulunan werd genoemd en getrouwd was met Rakai Pikatan. Balaputra vond dat hij meer recht op de troon had dan Rakai Pikatan, die anders dan hijzelf geen mannelijke nakomeling uit het geslacht van Sañjaya was. Rakai Pikatan verzamelde de lokale Javaanse edelen om zich heen en versloeg Balaputra, die vervolgens naar Sumatra vertrok. Dit leidde tot een opdeling van het grote rijk, waarbij Rakai Pikatan koning werd over het Javaanse deel en Balaputra over het Sumatraanse deel en andere gebieden aan de Straat van Malakka, zoals Kedah. Tijdens de regering van Rakai Pikatan werd begonnen met de aanleg van het grote tempelcomplex voor de hindoe god Shiva bij Prambanan.
Verder kwamen in deze periode het oudste Oud-Javaanse dichtwerk van enige omvang, de kakawin Ramayana en de eerste Oud-Javaanse hindoeïstische en boeddhistische mystieke geschriften tot stand.
Ook na de splitsing bleef de invloed van Shrivijaya groot, aanvankelijk groter dan die van het voormalige rijksdeel op Java. De Sumatraanse tak bleef de Shailendra's heten; de Javaanse tak tooide zich vanaf het begin van de tiende eeuw met de naam Mataram.

## Naar het dal van de Brantas
Rond 928 werd het centrum van het rijk naar Oost-Java verplaatst, naar het dal van de Brantas in de omgeving van het tegenwoordige Jombang. Er worden vier mogelijke redenen genoemd waarom het hof van Mataram besloot te verhuizen: een vulkaanuitbarsting van de Merapi, een sterke verarming van het gebied van Midden-Java door de grote bouwactiviteiten daar, een machtsstrijd met een vazal en de dreiging van mogelijke aanvallen vanuit Shrivijaya. Inderdaad deed Shrivijaya niet lang na deze verhuizing een inval in West-Java om daar in 942 in Pasundan een eigen vazal op de troon te zetten.
De eerste koning van het Oost-Javaanse Mataram, tevens stichter van de Isyana-dynastie, was Mpu Sindok, die veel inscripties in steen achterliet.
Een belangrijke latere Isyana-koning was Dharmawangsa Teguh. In de eerste jaren van zijn regering werd een groot literair project opgestart waarin een Oud-Javaanse proza-vertaling werd gemaakt van de Mahabharata. Het werk werd aan hem gewijd en in 996 vond de plechtige eerste recitatie plaats van de Oud-Javaanse Wirata Parwa. Eenzelfde soort vertaling werd gemaakt van de Uttarakanda, het laatste deel van de Ramayana. In deze tijd werd ook Bali onderdeel van Mataram. Bovendien werden ook in deze periode, met name in de tijd van Mpu Sindok, Oud-Javaanse hindoeïstische en boeddhistische mystieke geschriften geschreven. Twee daarvan zijn de Sanghyang Kamahayanikan en de Jñanasiddhanta.

## Einde
Dharmawangsa Teguh stond vijandig tegenover Shrivijaya. Uiteindelijk besloot hij rond 990 tegen dit land een expeditie uit te rusten en een aanval op deze staat te doen. Het is mogelijk dat dit in 1016 tot een tegenaanval van Shrivijaya leidde, die Dharmawangsa Teguh zelfs zijn leven kostte, hoewel niet uitgesloten is dat Shrivijaya niet meer gedaan heeft dan een of meer van Dharmawangsa Teguhs vazallen tot een opstand aanzetten. In ieder geval viel het rijk van Mataram hierna uiteen.
Vele eeuwen later (kort voor 1600) ontstond op Java het sultanaat Mataram; mataram duidt hier niet op een connectie met het historische boeddhistisch-hindoeïstische koninkrijk, maar op het grondgebied dat met deze naam wordt aangeduid. Daarom wordt het boeddhistisch-hindoeïstische koninkrijk ook wel aangeduid als Mataram-Kuno (Oud-Mataram) of Mataram I.

## Lijst van koningen van Mataram
Onderstaande lijst is gebaseerd op de Wanua Tengah III-inscriptie uit 908, die niet verder gaat dan Balitung, en enkele andere inscripties.
- Sañjaya (735–746)
- Panangkaran alias Sanggramadhanañjaya (746-784)
- Panaraban (784-803)
- Samaratungga alias Rake Warak Dyah Manara (803-827)
- Dyah Gula (827-828)
- Rakai Garung (828-846)
- Jatiningrat alias Rakai Pikatan (847–855)
- Dyah Lokapala alias Rakai Kayuwangi (855–885)
- Balitung (885–910)
- Daksa (910–919)
- Tulodong (919–924)
- Wawa (924–929)
- Isyana Wikramadhammatunggadewa alias Mpu Sindok (929–947)
- Isyana Tunggawijaya (947)
- Makutawangshawardhana
- Dharmawangsa Teguh (985–1016).[30][20][31][32][33]